# نيكولا فود
نيكولا فود هو ممثل فرنسي من ولد في 24 يوليو 1962 بباريس. كما حصل على جائزة موليير عام 1998 عن الوحي المسرحي ثم بترشيحين آخرين، كما لعب العديد من الأدوار في السينما والتلفزيون.

## المذكرات و المراجع
1. 1 2 3   http://www.lesgensducinema.com/affiche_acteur.php?mots=Nicolas+Vaude&nom_acteur=VAUDE%20Nicolas&ident=84004&debut=0&record=2&from=ok. {{استشهاد ويب}}: |url= بحاجة لعنوان (مساعدة) والوسيط |title= غير موجود أو فارغ (من ويكي بيانات) (مساعدة)
2. ↑  « Inconnu à cette adresse - Thierry Frémont & Nicolas Vaude » على يوتيوب